# 貝克爾 (密西西比州)
貝克爾（英語：Becker），又名豪厄爾斯克羅辛（Howells Crossing），是位於美國密西西比州門羅縣的非建制地區。

## 歷史
貝克爾的郵局自1928年營運至今。

## 地理
貝克爾所處的海拔為高於海平面71米（即233英呎），而該地所採用的時區為UTC-6，即北美中部時區（CST）。同時該地設有夏令時間，為UTC-6調快一小時，即UTC-5（CDT）。